# Ежгейра
Ежгейра (порт. Esgueira; МФА: [ʒ.ˈgɐj.ɾɐ]) — парафія в Португалії, у муніципалітеті Авейру. Розташована в західній частині країни, на теренах історичної португальської провінції Бейра. Входить до складу округу Авейру. За адміністративним поділом, чинним до 1976 року, терени парафії були складовою провінції Берегова Бейра. Належить до Авейрівської діоцезії Католицької церкви. Патрон — святий Андрій. Площа — 17,1485 км². Населення — 13431 ос. (2011). Сильно урбанізований регіон. Густота населення — 783,22 осіб/км²
. Код — 010505.

## Назва
- Есге́йра (ісп. і ст.-порт. Esgueira) — старопортугальська й іспанська назви.
- Ежге́йра (порт. Esgueira) — сучасна португальська назва.

## Географія

Авейру (2013)
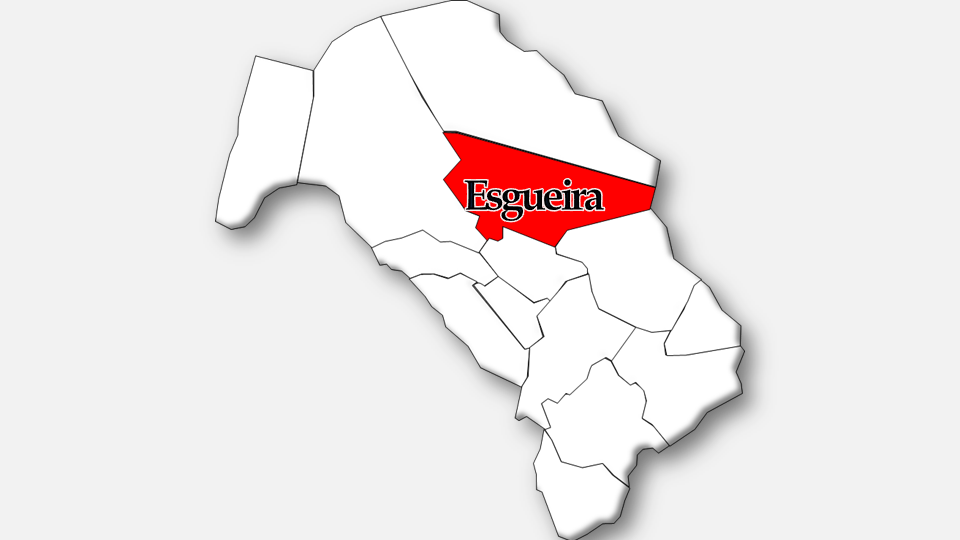
Арадаш

### Місцевості
- Аграш-ду-Норте (порт. Agras do Norte, МФА: [ˈa.gɾɐʒ du ˈnoɾ.tɨ])
- Алумієра (порт. Alumieira, МФА: [ɐ.ɫu.mi.ˈɐj.ɾɐ])
- Байрру-ду-Вога (порт. Bairro do Vouga, МФА: [bɐ.ˈi.ʁu du ˈvo.gɐ])
- Бела-Вішта (порт. Bela Vista, МФА: [ˈbe.ɫɐ ˈviʃ.tɐ])
- Кабу-Луїш (порт. Cabo Luís, МФА: [ˈka.bu ɫu.ˈiʃ])
- Кайан (порт. Caião, МФА: [kaj.ˈɐ̃w])
- Кінта-ду-Сіман (порт. Quinta do Simão, МФА: [ˈkĩ.tɐ du si.ˈmɐ̃w])
- Матадусуш (порт. Mataduços, МФА: [mɐ.tɐ.ˈdu.suʃ])
- Олю д'Агуа (порт. Olho D'Água, МФА: [ˈo.ʎu 'ˈa.gwɐ])
- Пасу (порт. Paço, МФА: [ˈpa.su])
- Табуейра (порт. Taboeira, МФА: [tɐ.bu.ˈɐj.ɾɐ])

## Населення
| Кількість мешканців | Кількість мешканців | Кількість мешканців | Кількість мешканців | Кількість мешканців | Кількість мешканців | Кількість мешканців | Кількість мешканців | Кількість мешканців | Кількість мешканців | Кількість мешканців | Кількість мешканців | Кількість мешканців | Кількість мешканців | Кількість мешканців |
| ------------------- | ------------------- | ------------------- | ------------------- | ------------------- | ------------------- | ------------------- | ------------------- | ------------------- | ------------------- | ------------------- | ------------------- | ------------------- | ------------------- | ------------------- |
| 1864                | 1878                | 1890                | 1900                | 1911                | 1920                | 1930                | 1940                | 1950                | 1960                | 1970                | 1981                | 1991                | 2001                | 2011                |
| 1.836               | 2.109               | 2.361               | 2.491               | 3.015               | 3.182               | 3.744               | 4.215               | 5.205               | 6.858               | 8.479               | 11.720              | 10.930              | 12.262              | 13.431              |